# Mario Nanni
Mario Nanni (Lugo di Romagna, 1955) è un artista italiano, noto per il suo lavoro nel campo della scrittura della luce e delle installazioni artistiche.

## Biografia
Dopo aver completato gli studi professionali, Nanni si è dedicato alla sperimentazione e progettazione nell'ambito dell'illuminazione, sviluppando un approccio che combina elementi tecnici, estetici e filosofici. La sua carriera si è concentrata sull'utilizzo della luce come strumento di valorizzazione architettonica e artistica.
Nel 1994 ha fondato l'azienda Viabizzuno, specializzata in soluzioni per l'illuminazione, che ha contribuito allo sviluppo di numerosi progetti e prodotti innovativi. Nanni ha diretto l'azienda fino al 2022, anno in cui ha deciso di dedicarsi a nuove attività artistiche e progettuali. Successivamente, ha aperto un laboratorio-studio chiamato marionanni, situato presso il Museo Virgola a Bologna, dove sono esposte alcune delle sue opere principali e si svolgono eventi culturali.
Nel 2024, insieme a Paolo Rizzatto, ha ricevuto il Compasso d'Oro per la progettazione della lampada Figaroqua Figarolà. Nel 2025 ha fondato il movimento scrittoredellaluce®, volto a ridefinire i paradigmi della progettazione e a promuovere un nuovo approccio professionale legato alla luce.
Nel 2025, Mario Nanni fonda la marionannischolé, una scuola che offre percorsi formativi multidisciplinari. La scuola si concentra su un approccio che integra filosofia, scienza, arte e tecnologia, con particolare attenzione all'uso della luce come strumento di progettazione. L’obiettivo dichiarato è quello di fornire agli studenti competenze in vari ambiti progettuali, cercando di rispondere alle esigenze emergenti nel campo della progettazione, pur mantenendo un legame con pratiche tradizionali e contemporanee.

## Opere principali
Mario Nanni è noto per il suo lavoro nel campo della luce e delle installazioni artistiche illuminotecniche. Tra le sue creazioni principali si annoverano:
- Cinema Modernissimo (2023, Bologna) – Un progetto di illuminazione per il restauro e la riapertura del Cinema Modernissimo, uno spazio storico rinnovato per ospitare eventi culturali di rilievo.[3][4]
- Luisa Miller (2022, Teatro Comunale di Bologna) – Debutto nella regia lirica di Mario Nanni, in un allestimento che esplora il rapporto tra luce e musica. Mario Nanni firma regia, scene, costumi e luce[5][6]
- Metaluce (Museo Marino Marini, Firenze, 2021) – Un progetto di illuminazione che celebra il solstizio d'estate, mettendo in dialogo luce e spazio espositivo, con la partecipazione di Francesco Dal Co.[7][8]
- Il tempo dell'ombra (Piazza del Nettuno, Bologna, 2020) – Un progetto di illuminazione che valorizza la Fontana del Nettuno, simbolo storico e culturale di Bologna.[9]
- Illumeincontrailsole (Sagrestia Nuova di Michelangelo, Firenze, 2019) – Un progetto di illuminazione che valorizza la Sagrestia Nuova di Michelangelo, restituendole una luce capace di evidenziare le geometrie e le opere presenti.[10]
- Illuminazione delle Tombe Medicee (2018, Firenze) – Un progetto che valorizza le Cappelle Medicee, esaltando le opere di Michelangelo con una luce che ne evidenzia i dettagli scultorei.[11][12]
- Cava Arcari (2018, Vicenza) – Un progetto di illuminazione che esalta le geometrie e la monumentalità della cava, ideata in collaborazione con David Chipperfield.[13]
- Sospeso, leggero ma non troppo (2017, Palazzo Mondadori, Milano) – Un intervento di illuminazione nell'edificio progettato da Oscar Niemeyer, uno degli esempi più importanti dell'architettura moderna.[14]
- Contatto nel godimento delle delizie (2017, Palazzo Ducale, Sassuolo) – Un'installazione luminosa che unisce luce e architettura per esplorare il dialogo tra percezione e spazio.[15]
- Illuminazione del Mosè di Michelangelo (2017, Roma) – Un progetto per la tomba di Giulio II e la statua del Mosè nella Chiesa di San Pietro in Vincoli, con un'illuminazione che riproduce la luce naturale.[16]
- Museovirgola (2016, Bologna) – Uno spazio espositivo che raccoglie le opere principali di Mario Nanni, progettato come un luogo di dialogo tra luce, arte e architettura.[17]
- Genius loci (2015, Palazzo della Civiltà Italiana, Roma) – Un'installazione luminosa che omaggia lo spirito metafisico dell'edificio, nuova sede della maison Fendi.[18]
- Da sempre per sempre (2011, Palazzo della Mercanzia, Piazza della Signoria, Firenze) – Un'installazione luminosa poetica creata per l'inaugurazione del Museo Gucci.[19]
- Piove ci bagna la luce (Villa e Collezione Panza, Varese, opera permanente, 2009) – Un'installazione luminosa che gioca con le sensazioni provocate dalla luce e dall'acqua.[20]
- La luce della musica (2009, Teatro alla Scala, Milano) – Un'installazione luminosa che enfatizza il dialogo tra musica e luce, realizzata da Mario Nanni.[21]
- La luce che ho in mente (2007, La Triennale, Milano) – Una mostra personale che esplora l'approccio creativo e filosofico di Mario Nanni all'illuminazione.[22]

## Installazioni e mostre
Mario Nanni ha realizzato numerose installazioni e mostre nel corso della sua carriera, con una particolare attenzione alla luce come elemento artistico e progettuale. Di seguito una selezione delle principali:
- Metaluce (2021-2022, Museo Marino Marini, Firenze) – Un progetto che esplora il dialogo tra luce e spazio espositivo.[23][24]
- Ascolta, sifaluce (2018, Padiglione Esprit Nouveau di Le Corbusier, Bologna) – Un'installazione luminosa ispirata alle idee di Le Corbusier sul rapporto tra luce e architettura.[25]
- Contattonelgodimentodelledelizie (2017-2018, Palazzo Ducale, Sassuolo e Arte Fiera Virgola, Bologna) – Un'installazione luminosa che esplora la relazione tra percezione, luce e spazio.[26]
- Luce all'opera (2013, Villa Panza, Varese) – Una personale che presenta opere luminose nell'ambito dell'arte contemporanea.[27]
- La luce dell'utopia (2012, 13ª Biennale di Architettura, Venezia) – Un'installazione luminosa che esplora il rapporto tra luce e architettura.[28]
- Le otto regole di luce (2010, Spazio FMG per l'Architettura, Milano) – Una mostra curata da Luca Molinari che approfondisce le teorie di Nanni sull'illuminazione.[29]
- Cibo e luce (2008-2009, Festival Arte Contemporanea, Faenza) – Un evento in collaborazione con Massimo Bottura e Mauro Uliassi. [senza fonte]
- La luce che ho in mente (2007, La Triennale, Milano) – Una mostra personale che esplora l'approccio filosofico e creativo di Nanni.[30]

## Pubblicazioni
- Luce all'Opera, Ed. Skira, 2013

## Riconoscimenti
Nel 2024, Mario Nanni e Paolo Rizzatto hanno ricevuto il premio Compasso d'Oro nella categoria degli apparecchi di illuminazione per la lampada Figaroqua Figarolà, progettata per Viabizzuno. Il riconoscimento ha celebrato l'innovazione e l'eleganza del design.